# Debriefing (psychologisch)
Psychologische debriefing is een specifieke vorm van vroegtijdige psychologische interventie die snel na een schokkende gebeurtenis volgt (meestal binnen de 3 dagen) en die tracht de stress te verminderen met als doel preventie van psychische problemen op langere termijn. Vaak wordt psychologische debriefing ook gewoon debriefing genoemd, wat soms verwarrend is omdat debriefing ook een algemenere betekenis heeft. Meta-analyses hebben echter aangetoond dat debriefing niet werkt en soms zelfs schadelijke gevolgen kan hebben.

## Schokkende gebeurtenissen
Schokkende gebeurtenissen kunnen allerlei incidenten zijn: natuurrampen, agressie of bedreiging, ongevallen, confrontatie met zelfmoord etcetera. Het gaat om uiteenlopende gebeurtenissen waarbij men hevige angst, pijn, kwetsuren of verlies ervaart.

## Vroegtijdige interventies
Bij schokkende gebeurtenissen kan op verschillende manieren snel ingegrepen worden. Allerlei vroegtijdige interventies zijn mogelijk en belangrijk, van materiële ondersteuning en beveiliging, tot opvolging van de betrokkenen ('watchful waiting') en gefaseerde hulpverlening.
Psychologische debriefing is een vroegtijdige psychologische interventie, waarbij men tracht de mogelijk negatieve impact van de gebeurtenis te bufferen en het normale herstelproces te versnellen via individuele gesprekken of groepsbesprekingen. Debriefing berust hoofdzakelijk op emotionele expressie (vanuit een catharsis-hypothese), normalisering van de reacties en psycho-educatie over veronderstelde symptomen. Debriefing is vooral bekend geworden onder de specifieke vorm van Critical Incident Stress Debriefing.

## Critical Incident Stress Debriefing
Critical Incident Stress Debriefing (afgekort CISD) werd ontwikkeld door Jeffrey Mitchell en gebeurt klassiek in 7 fasen: introductie, feiten, gedachten, emotionele reacties, symptomen, educatie, herbeginnen. Het gaat meestal om eenmalige sessies van 1 à 3 uur, bij voorkeur aan groepen gegeven tussen de 24 en 72 uur na de feiten. Na kritiek werd vanaf 1997 beklemtoond dat debriefing binnen een ruimer kader moet gebeuren en niet als alleenstaande interventie mag gehanteerd worden. De naam werd dan veranderd in Critical Incident Stress Management (afgekort CISM). Debriefing is hiervan een essentieel onderdeel. De aanpak is gericht op professionelen die schokkende ervaringen opdoen bij hulpinterventies (brandweermannen, politieagenten, soldaten, verpleegkundigen, opvoeders en andere begeleiders) en uitdrukkelijk niet op rechtstreekse slachtoffers van bijvoorbeeld rampen. Recent wordt soms ook niet meer gesproken over 'debriefing', maar spreekt men van 'defusing' wat eigenlijk precies hetzelfde is.
De namen CISD en CISM zijn beschermde merknamen. Het grote bedrijf hierachter is de International Critical Incident Stress Foundation (ICISF). Deze heeft ook een aantal tijdschriften in handen, waaronder het International Journal of Emergency Mental Health.

## Onderzoeksbevindingen
Er is heel wat onderzoek gebeurd naar verschillende vormen van debriefing in verschillende situaties. Daarbij worden zowel positieve als negatieve resultaten beschreven. Grote overzichtsstudies komen echter allemaal tot dezelfde bevinding: psychologische debriefing werkt niet en kan soms zelfs tot schadelijke effecten leiden (meer PTSS of depressie na debriefing). Sommige overzichten komen tot positieve conclusies, doch deze zijn gepubliceerd in het hoger vermelde tijdschrift van het ICISF zelf. Zeer belangrijk is het oordeel van de Cochrane Collaboration, een onafhankelijke internationale organisatie die kritische meta-analyses doet naar de effecten van zeer uiteenlopende medische en therapeutische (ook psychotherapeutische) thema's. Hun conclusie (evenals dat van de andere overzichten) is dat het gebruik van psychologische debriefing moet stoppen.
Intussen is psychologische debriefing door een aantal auteurs dan ook geklasseerd bij de mogelijk schadelijke interventies. De American Psychological Association geeft op haar website rond onderzoeksevidentie voor psychologische behandelingen debriefing (als enige daar aangegeven behandeling) het label "potentially harmful".

## Opmerkingen tegenover de kritiek
Vanuit aanhangers van psychologische debriefing werden twee grote opmerkingen geformuleerd tegenover de kritische studies naar debriefing. Beide tegenwerpingen werden echter op hun beurt met onderzoek verworpen:
- De meeste onderzoeken behandelden eenmalige debriefings. Aanhangers van psychologische debriefing gingen dan pleiten tegen eenmalige debriefing en voor meerdere sessies, gekaderd in een ruimer geheel van interventies. De Cochrane Collaboration publiceerde daarop een meta-analyse rond preventieve interventies met meerdere sessies (niet alleen debriefing). Hun conclusies zijn even duidelijk als de vorige: er zijn geen positieve effecten en soms zelfs schadelijke effecten hebben. Preventieve psychologische interventies zijn niet heilzaam, ook deze praktijk moet stoppen.[13]
- Heel wat studies hanteren individuele debriefing. Na de kritiek gingen aanhangers van psychologische debriefing pleiten om de methode enkel nog in groep toe te passen. Onderzoek toont echter ook weer aan dat groepsdebriefings geen positieve resultaten hebben.[14]